# Кембриджский союз
Кембриджский союз (англ. Cambridge Union) — студенческий дискуссионный клуб в Кембридже, Англия, крупнейшее из сообществ Кембриджского университета. Основанное в 1815 году, это старейшее постоянно действующее дискуссионное общество в мире. Кроме того, Кембриджский союз послужил моделью для создания подобных обществ в нескольких других известных университетах, включая Оксфордский союз и Политический союз Йельского университета. Кембриджский союз — частное общество, членство в котором открыто для всех студентов Кембриджского университета, а в последнее время и Английского университета Рёскина. Кембриджский союз является зарегистрированной благотворительной организацией и полностью отделён от Союза студентов Кембриджского университета.
Кембриджский союз имеет давнюю и обширную традицию принимать в своей палате видных общественных деятелей из многих стран мира, в том числе Далай-ламу, президента Рональда Рейгана, Билла Гейтса, Стивена Хокинга, премьер-министров Уинстона Черчилля, Маргарет Тэтчер и Джона Мейджор, кандидат в президенты Берни Сандерс и комик Стивен Фрай. В разное время президентами Кембриджского союза были Арианна Хаффингтон и экономист Джон Мейнард Кейнс.

## История Кембриджского союза
Кембриджский союз был основан 13 февраля 1815 года, за восемь лет до основания Оксфордского союза в 1823 году. Через несколько лет после основания, 24 марта 1817 года Кембриджский союз был временно закрыт университетом. В 1821 году Союз вновь разрешили, но подчинили строгим правилам.
Кембриджский Союз расположен на Bridge Street (52°12′31″ с. ш. 0°07′10″ в. д.) в здании спроектированном Альфредом Уотерхаусом (который также спроектировал здание и для Оксфордского союза) и официально открылся 30 октября 1866 г. Дополнительное крыло было добавлено несколько десятилетий спустя. Будущий радикальный либеральный политик сэр Чарльз Дильк был президентом Союза, который отвечал за строительство. Среди множества залов здания — дискуссионный зал, столовая, бар, бильярдная, библиотека Кейнса и различные помещения.
Хотя Кембридж практически не пострадал от широкомасштабных бомбардировок Второй мировой войны, в здание Союза попала бомба, сброшенная во время одного авианалета. В результате взрыва сильно пострадала библиотека Союза.

## Современные проекты
Союз — юридически самофинансируемая благотворительная организация, которая владеет и полностью контролирует свою частную собственность и здания в центре Кембриджа. Он поддерживает тесные отношения с университетом и позволяет другим студенческим обществам снимать комнаты по номинальной стоимости. Иногда гостей допускают на мероприятия Союза за дополнительную плату.
По прошествии более чем 200 лет Кембриджский союз наиболее известен своими дебатами, которые привлекают внимание национальных и международных средств массовой информации. Лучшие члены его дискуссионной группы соревнуются на международном уровне с другими ведущими дискуссионными обществами. Союз также организует беседы с приглашенными докладчиками и широкий спектр мероприятий в течение учебного года.
Кембриджский союз иногда путают с Союзом студентов Кембриджского университета, студенческим представительным органом, созданным в 1971 году; следовательно, термин «Президент Союза» может вызвать путаницу. Хотя Кембриджский союз никогда не функционировал как студенческий союз в современном смысле этого слова, в 1924 году он на короткое время присоединился к Национальному союзу студентов Великобритании.
В 2015 году Союзу исполнилось 200 лет; комитет, состоящий из бывших и нынешних офицеров, был сформирован для организации ряда мероприятий по случаю этого события. Были проведены специальные дебаты, обеды и вечеринки в Кембридже и, впервые в истории Союза, в Лондоне.

## Проект реконструкции 2016 года
В январе 2015 года Союз объявил о проекте реконструкции стоимостью 9,5 млн фунтов стерлингов, который начнется в конце 2016 года с целью решения основных структурных проблем и расширения существующих объектов, при условии утверждения проектировщиками, с включением нового винного бара на первом этаже и клуба Jazz & Comedy Club в подвале (в старом доме Cambridge Footlights). Союз также объявил о плане использования доходов, полученных от нового здания, для снижения членских взносов, чтобы сделать Союз более доступным для студентов из малообеспеченных семей.
Развитие должно было быть частично профинансировано за счет сдачи в аренду части неиспользуемой территории Тринити-колледжу по сделке на сумму £4,5 миллиона. Разрешение на планирование было получено в 2016 году, а кампания по сбору средств для покрытия оставшейся стоимости должна была начаться 11 марта 2017 года со специальными дебатами между Джоном Сноу и Ником Робинсоном. Строительство в рамках крупного проекта реконструкции планировалось начать в Михайлов день 2018 года.

## Членство в Союзе
Кембриджский союз не получает формального финансирования от университета и собирает средства на расходы на мероприятия и содержание здания за счет членских взносов и спонсорства. На протяжении большей части своей истории Кембриджский союз был исключительно мужским клубом. К началу 1960-х это воспринималось как анахронизм. Было проведено голосование за внесение поправок в конституцию, позволяющих женщинам быть членами, но, хотя большинство проголосовало за, набрать большинство в две трети голосов, требуемое конституцией для внесения изменений не удалось. Однажды студентка ворвалась на дебаты и была удалена, инцидент был широко освещен в национальной прессе. Примерно в 1965 году поправка была принята, и в Михайлов день 1967 года Анн Маллали стала первой женщиной-президентом.
Членство стало теперь доступно для всех студентов Кембриджского университета и Английского университета Рёскина. Члены Союза могут приглашать гостей на определенные мероприятия при условии, что им не будет разрешено приобретать членство. Социальные мероприятия и мероприятия, организованные внешними организациями, иногда открыты для публики со скидками для членов Союза.
Союз запустил онлайн-членство в конце 2015 года, что позволило любому студенту во всем мире получить доступ к прямым трансляциям событий по годовой подписке.

### Почетные члены
Союз награждает почетным членством особо выдающихся личностей. Среди почетных членов:
- Raif Badawi[12]
- Ensaf Haidar[12]
- Филипп, герцог Эдинбургский[13]:51
- Анна (принцесса Великобритании)[14]
- Джон Мейджор[14]
- Альфред Уотерхаус
- Desmond Tutu
- Стивен Хокинг
- Гарольд Макмиллан
- F. W. de Klerk
- Lech Wałęsa
- Jesse Jackson
- Рональд Рейган[14]
- Bernie Sanders

## Бывшие спикеры и дебаты
Союз устраивает для своих членов самые разные мероприятия, но наиболее известен своими дебатами в четверг вечером и отдельными выступлениями спикеров. В обоих случаях ведущие общественные деятели приглашаются обсудить что-то интересное для членов. Одни из самых известных дебатов Союза за последние годы состоялись между Ричардом Докинзом и Роуэном Уильямсом в феврале 2013 года по поводу предложения «Этот дом считает, что религии нет места в 21 веке», которое было отклонено собравшимися членами. Дебаты Союза относительно религии также вызвали несколько противоречивых инцидентов, в том числе в октябре 2014 года, когда Питер Хитченс, выступая в поддержку движения «Этот дом сожалеет о подъеме нового атеизма», по всей видимости, нарушил правила палаты, запугав барона Десаи после бурного обмена мнениями.
Спикеры, приглашённые Союзом:
- Духовный лидер Тибета Далай-лама
- Соучредитель Microsoft и филантроп Билл Гейтс
- Физик-теоретик Стивен Хокинг
- Премьер-министры Великобритании Уинстон Черчилль, Клемент Эттли, Маргарет Тэтчер и Джон Мейджор
- Президенты США Теодор Рузвельт и Рональд Рейган
- Первый премьер-министр Индии Джавахарлал Неру
- Канцлер Германии Гельмут Коль
- Премьер-министр Австралии Джон Ховард
- Первый демократически избранный президент Ирака Джаляль Талабани[17]
- Ливийский диктатор Муаммар аль-Каддафи
- Последний президент Южной Африки времен апартеида Ф.В. де Клерк
- Британский политик Джереми Корбин
- Британский политик Найджел Фарадж
- Академик Жермен Грир
- Экономист Ха Джун Чхан
- Афро-американский писатель и активист Джеймс Болдуин
- Основатель Wikileaks Джулиан Ассанж
- Актеры Брайан Блессид, Брэдли Уитфорд, Джуди Денч, Клинт Иствуд, Роджер Мур[18] и Билл Найи[19]
- Бывший глава МВФ Доминик Стросс-Кан[20]
- Ведущий чат-шоу Джерри Спрингер[21]
- Актриса и модель Памела Андерсон [ необходима цитата ][ необходима цитата ]
- Фокусник Дэвид Блейн[22]
- Комик и политический деятель Рассел Брэнд
- Американский активист за гражданские права Джесси Джексон
- Американский активист за гражданские права Аль Шарптон
- Кандидат в президенты США и сенатор от штата Вермонт Берни Сандерс
- Второй человек, побывавший на Луне Базз Олдрин[3]
- Экономист Джеффри Сакс
- Актриса и активистка Роуз Макгоуэн
- Профессор и писатель Джордан Петерсон
- Американский администратор EPA Эндрю Уиллер

## Управление
Кембриджский союз — это организация, основанная и возглавляемая студентами. Каждое заседание планируется и проводится группой выборных должностных лиц и назначенных студентов при поддержке нештатных сотрудников и попечителей организации. Управление Кембриджским союзом определяется его Конституцией.

### Постоянный комитет
Постоянный комитет (или «члены с правом голоса») — это основной управленческий орган Союза, состоящий из 13 членов, который состоит из действующего президента, вице-президента и должностных лиц, избранного президента и избранных должностных лиц, а также должностных лиц, ведущих дебаты. Все должностные лица Союза избираются его членами на бессрочной основе, за исключением вице-президента и двух должностных лиц по дебатам, которые назначаются на ежегодной основе.
Должностные лица Союза избираются заранее на срок, который позволяет им исполнять обязанности должностных лиц и для подготовки к своему следующему сроку пребывания в должности. Срочно избранные должностные лица отбывают срок (и предшествующий ему отпуск) в качестве «избранных должностных лиц», в течение которого они являются членами Постоянного комитета.
Постоянный комитет в Михайлов день 2020 года:
- Президент — Эмаан Уллах, Хомертон
- Вице-президент — Чонмин Со, Джизус
- Избранный президент — Фредди Фиск, Робинсон
- Исполнительный директор — Джесс Молинье, Джизус
- Спикер — Джоэл Розен, Тринити Холл
- Казначей — Патрик Коннолли, Робинсон
- Сотрудник по социальным мероприятиям — Тара Бхагат, Сидни-Сассекс
- Сотрудник по разнообразию — Джорджия Грей, Питерхаус
- Офицеры по дебатам — Кэри Годсал, Питерхаус и Тамкин Наваб, Колледж Святого Иоанна
- Избранный исполнительный директор — Джеймс Витали, Колледж Христа
- Избранный оратор — Кейр Брэдуэлл, Куинз

В течение каждого срока Постоянный комитет назначает различные должности в Союзе. Эти специализированные должности варьируются от секретаря, руководителя отдела организации мероприятий, руководителя отдела рекламы, руководителя отдела аудиовизуальных материалов и отдела печати и других. В совокупности они называются «Полный комитет» или просто «назначенцы».

### Попечители
Попечительский совет, в настоящее время возглавляемый лордом Крисом Смитом, отвечает за надзор за долгосрочным развитием финансов и собственности Союза. Хотя Попечители не принимают непосредственного участия в повседневной работе Союза, они несут окончательную юридическую ответственность за организацию, ее активы и статус зарегистрированной благотворительной организации. Чтобы поддерживать связь между студенческим менеджментом и попечителями, президент, вице-президент и сотрудник по дебатам Союза традиционно назначаются попечителями на срок их полномочий.

### Комитет по надзору
Комитет по надзору Кембриджского союза — это комитет бывших должностных лиц, назначаемых Постоянным комитетом под руководством вице-президента. Он отвечает за рассмотрение всех дисциплинарных вопросов Союза, а также может быть привлечен для вынесения судебного решения о злоупотреблениях на выборах. Ни один член Комитета по надзору не может быть избранным должностным лицом в течение всего срока своих полномочий.

### Персонал
В дополнение к этим постам в профсоюзе также есть штатный персонал, состоящий из государственного служащего, ответственного за долгосрочное наблюдение за состоянием благотворительной организации, офис-менеджеров и менеджера бара. Союз также заключает контракты на обслуживание, уборку, обслуживание зданий, управление недвижимостью, IT-услуги и юридические консультации.

### Бывшие члены
Многие из бывших членов Союза добились значительных личных успехов, проведя время в обществе. Известные прошлые президенты и члены Союза включают:
- Джон Мейнард Кейнс
- Эдвард Джон Гамбиер
- Филипп Ноэль-Беккер
- Джеральд Стрикленд
- Спенсер Горацио Уолпол
- Майкл Рэмси
- Джеймс Пейрис
- Рэб Батлер
- Питер Базалгетт
- Дуглас Хард
- Леон Бриттан
- Кеннет Кларк
- Арианна Хаффингтон
- Майкл Ховард
- Норман Ламонт
- Эндрю Митчелл

В дополнение к длинному списку выдающихся личностей из реальной жизни, которые были членами Кембриджского союза во время учебы в Кембридже, Уилл Бейли, вымышленный персонаж американского телесериала «Западное крыло «, утверждал, что был „бывшим президентом“. Кембриджского союза на стипендии Маршалла „, а также Маккензи Макхейл, вымышленный персонаж популярного американского сериала “Новости» .

### Конституция
Кембриджский союз был известен в университете своей очень длинной и сложной конституцией; ходят слухи, что она длиннее, чем вся Конституция Канады. На самом деле это не так: подсчет показывает, что в старой конституции Союза 31 309 слов, то время как полная Конституция Канады состоит из 31 575 слов. Если сюда же включить правила Университета о едином передаваемом голосе, то эта Конституция действительно была длиннее, чем Конституция Канады. Эти правила упоминаются в старой конституции, но отсутствуют в новой редакции. Для сравнения: правила Оксфордского союза содержат более 45 000 слов, не считая Регламента и расписания.

## Потоковое вещание
9 мая 2011 года Союз запустил общедоступный онлайн-сервис CUS-Connect, благодаря которому записи прошлых событий и интервью были загружены для бесплатного просмотра. С тех пор они были переданы на канал Союза на YouTube под названием «Кембриджский союз». До 2014 года Союз лишь изредка транслировал популярные мероприятия в прямом эфире, причем первая прямая трансляция состоялась 12 мая 2011 года, в ходе которой Стивен Фрай обсудил предложение ди-джея Radio 1 Kissy Sell Out : "Этот Дом считает, что классическая музыка не имеет отношения к сегодняшней молодежи ".

## Полемика

### Бойкот спикеров
Кембриджский союз, как и его оксфордский аналог, столкнулся с разногласиями по поводу выбора спикеров. Студенты организовали протесты против появления министра университетов Дэвида Уиллетса, министра правительства Эрика Пиклза, а также срывали выступления бывшего главы МВФ Доминика Стросс-Кан , Марин Ле Пен и основателя Wikileaks Джулиана Ассанжа. В июне 2019 года прием премьер-министра Малайзии Махатхира Мохамада вызвал критику со стороны Союза еврейских студентов, Совета депутатов британских евреев и нескольких бывших членов Кембриджского союза, включая бывшего президента Эндрю Кэннона, из -за антисемитских высказываний первого.
В ответ на критику Союз часто ссылается на всеобщуюю свободу слова, вопреки принципу « Нет платформы»,(то есть отказ в праве на выступление некоторым людям и организациям), принятому Национальным союзом студентов и поддерживаемым несколькими группами в Кембридже.

### Закон о борьбе с терроризмом 2015 года
Лоббирование со стороны бывших президентов Союза лорда Дебена и лорда Ламонта привело к исключению Кембриджского и Оксфордского Союзов из законопроекта правительства о борьбе с терроризмом на фоне опасений, что это может ограничить свободную полемику. Дебен утверждал, что положения в законопроекте не позволили бы принять у себя лидера Британского союза фашистов Освальда Мосли в 1950-х годах, заключив, что законопроект угрожает «важной британской ценности». Национальный союз студентов использовал исключение, чтобы доказать, что принятие законопроекта было слишком быстрым и непродуманным, в то время как Оксфордский и Кембриджский союз подтвердили, что они не являются юридически частью своих университетов и, следовательно, никогда не подпадают под действие закона.
Сильная оппозиция законопроекту со стороны либерал-демократов и высокопоставленных консерваторов в конечном итоге привела к тому, что положения, касающиеся университетов, были отложены до окончания всеобщих выборов 2015 года. Закон о борьбе с терроризмом и безопасности 2015 года в конечном итоге уточнил, что высшие учебные заведения должны уделять особое внимание обязанности по обеспечению свободы слова и важности академической свободы в университетских обществах хотя неясно, относится ли это к Союзу.

### Референдум по Джулиану Ассанжу
Союз созвал референдум по вопросу о приеме Джулиана Ассанжа 22 октября 2015 года, утверждая, что его проживание в посольстве Эквадора означает, что он находится вне юрисдикции законодательства Великобритании, и, следовательно, требует консультации его членов, учитывая отсутствие прецедентов в прошлом. Референдум рассматривался как опрос общественного мнения об отказе Союза принимать спикеров получивших отказ на выступление (спикеры «без платформы»). Он прошел с 76,9 % голосов. Явка составила 1463.